# Ладохін Сергій Васильович
Сергій Васильович Ладохін (нар. 4 вересня 1935, Кам'янське) — український фахівець у галузі металургії, доктор технічних наук, професор.

## Життєпис
Народився в родині службовців, що працювали на Дніпродзержинському коксохімічному заводі. Випускник Сталінського політехнічного інституту за фахом інженер-металург. Після закінчення вишу 2 роки працював на Донецькому каменеливарному заводі. У 1964 році закінчив аспірантуру Інституту проблем лиття АН УРСР після чого залишився працювати в цьому закладі спочатку на посаді інженера, а згодом молодшим та старшим науковим співробітником. У 1966 році здобув науковий ступінь кандидата технічних наук, захистивши дисертацію на тему «Дослідження процесів плавлення шихти і гомогенізації розплавів для кам'яного лиття». З 1968 року почав досліджувати рафінування металів і сплавів, зокрема, рафінування сталей. У лютому 1970 року очолив новостворену в інституті групу високотемпературного рафінування. У 1975 році завдяки розробленим групою теоретичним основам рафінування при електронно-променевої обробці рідких металів була створена та введена в експлуатацію дослідна установка, яка не мала аналогів у світовій практиці. В 1981 році Сергій Ладохін очолив лабораторію електронно-променевої плавки і лиття металів і сплавів. У 1990 році здобув науковий ступінь доктора технічних наук, захистивши дисертацію на тему «Оптимізація параметрів нестаціонарного електронно-променевого нагріву при гарнісажній плавці і розробка технологій отримання литих виробів в електронно-променевих установках». У 1996 році обійняв посаду завідувача відділу електронно-променевих технологій, створеного на базі лабораторії. З 2012 року — головний науковий співробітник відділу концентрованих енергетичних впливів.

### Родина
Чоловік української науковиці у галузі молекулярної біології та біосенсорики, академіка НАН України, директора Інституту молекулярної біології і генетики НАН України Ганни Єльської та батько біолога, фахівця у галузі молекулярної біології, доктора біологічних наук, професора Олексія Ладохіна.

## Наукова діяльність
Досліджує плавлення та рафінування металів і сплавів; ливарні, структурні й механічні властивості матеріалів; створення техологій одержання литих виробів зі сплавів на основі нікелю, титану, цирконію.
Є автором 3 монографій, 150 наукових статей, 80 патентів на винаходи (у співавторстві).

## Педагогічна діяльність
Багато років працює на посаді професора кафедри фізико-хімічних основ технології металів Національного технічного університету України «Київський політехнічний інститут», читаючи курс лекцій «Металургія металів високої чистоти та спеціальних сплавів».

## Громадська діяльність
У 1995 році обраний академіком Міжнародної академії наук, індустрії, освіти і мистецтва (США).
У 2002 році висувався кандидатом на виборах до Верховної ради за одномандатним виборчим округом № 220 в Києві від Комуністичної партії України.

## Праці
- Затвердевание и кристаллизация каменного литья. К., 1969 (у співавторстві)
- Электронно-лучевая гарнисажная плавка металлов и сплавов. К., 1988 (у співавторстві)
- Получение труб-оболочек тепловыделяющих элементов для отечественного ядерно-топливного цикла // Спец. металургія: вчора, сьогодні, завтра: Щоріч. зб. К., 2008
- Перспективные технологии электронно-лучевой плавки и литья металлов и сплавов в Украине // Металл и литье Украины. 2012. № 5 (у співавторстві)
- Электронно-лучевые литейные установки нового поколения: Конструктивные особенности и области применения // ПЛ. 2013. № 4 (у співавторстві)